# Sina Doughan

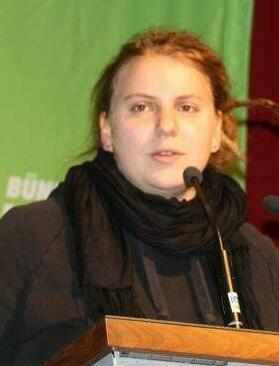
Sina Doughan (2011)

Sina Doughan (* 1. Dezember 1987 in Tegernsee) ist eine deutsche Politikerin und war von Oktober 2011 bis Oktober 2013 Sprecherin der Grünen Jugend.

## Leben
Sina Doughan machte 2008 ihr Abitur in Miesbach, anschließend begann sie ihr Studium der Sozialen Arbeit in Fulda. Nach zwei Workshops bei der Heinrich-Böll-Stiftung erhielt sie ein Zertifikat als Gender-Trainerin.
Sie ist seit 2006 Mitglied der Grünen Jugend im Landesverband Bayern, von 2007 bis 2009 war sie Beisitzerin im Landesvorstand. Dort koordinierte sie auch den Landesarbeitskreis Geschlechtergerechtigkeit. Auf dem Bundeskongress in Weimar 2009 wurde Doughan in den Bundesvorstand als Beisitzerin gewählt. 2010 wurde sie zudem als Frauen- und Genderpolitische Sprecherin der Grünen Jugend gewählt. Nach einer Wiederwahl in beide Ämter 2010 wurde sie 2011 zur Sprecherin des Bundesverbandes der Grünen Jugend gewählt. 2012 wurde sie in diesem Amt wiedergewählt.
Seit Anfang 2009 ist Doughan Mitglied bei Bündnis 90/Die Grünen und seit 2010 Mitglied im Präsidium des Bundesfrauenrates der Partei. Auf der Bundesdelegiertenkonferenz von Bündnis 90/Die Grünen in Kiel im November 2011 vertrat sie die Forderung der Grünen Jugend nach einem Spitzensteuersatz von 53 Prozent und machte sich für eine „Umverteilung von oben nach unten“ stark. Im November 2012 fand auf ihre Initiative hin der erste feministische Austausch mit jungen Frauen nach Tunesien statt, der vom Auswärtigen Amt gefördert wurde.
Sina Doughan wurde bei der Aufstellungsversammlung von Bündnis 90/Die Grünen Bayern für die Bundestagswahl 2013 auf Platz 15 der Landesliste aufgestellt. Angetreten war sie mit einem Votum der Grünen Jugend Bayern auf Platz 13, wo sie im dritten Wahlgang knapp Lisa Badum unterlag. Auf Platz 15 konnte sie sich gegen zwölf Mitbewerberinnen im dritten Wahlgang durchsetzen. Doughan wurde zudem am 25. Februar 2013 als Direktkandidatin für den Bundestagswahlkreis Ansbach (Wahlkreis 241) nominiert. Bei der Wahl erreichte sie kein Abgeordnetenmandat, nachdem sie im Wahlkreis lediglich 5,9 Prozent der Erststimmen erzielte und neun Kandidaten der Landesliste in den Bundestag einzogen.
Mittlerweile arbeitet Doughan als Sozialarbeiterin in Leipzig.

## Kritik
Im Rahmen der Online-Aktion der Grünen Jugend und Linksjugend solid Ich bin linksextrem – Eine Kampagne zum Extremismusquatsch, die sich kritisch mit dem Extremismus-Begriff auseinandersetzt, hatte sich Doughan als „linksextrem“ bezeichnet, weil sie durch ihr „Engagement gegen Nazis und für Demokratie dazu gemacht wurde“.
In diesem Zusammenhang wurde Doughans Mitgliedschaft in der Roten Hilfe thematisiert, die laut Verfassungsschutz als linksextremistisch gilt. Weil Doughan in Bayern für den Bundestag kandidiert, „empörte sich auf Seiten der Union der innenpolitische Sprecher der CSU-Landtagsfraktion, Florian Herrmann, über die mutmaßliche Nähe der Grünen-Politikerin zu Linksextremisten.“ Der CDU-Politiker Patrick Schnieder forderte von den Grünen „eine Unvereinbarkeit der Mitgliedschaft in der ‚Grünen Jugend‘ und extremistischen Gruppen wie der ‚Roten Hilfe‘“. Doughan wies die Vorwürfe zurück und äußerte, der Verein helfe Menschen, „die für Demokratie und Menschenrechte stehen“. Sie sähe es „sehr, sehr kritisch“, wenn die Rote Hilfe tatsächlich politisch motivierte Gewalt gutheißen würde. Doughan selbst „lehne Gewalt in jeder Form aus tiefer Überzeugung ab.“

## Mitgliedschaften
- Attac
- Gewerkschaft Erziehung und Wissenschaft
- Rote Hilfe e. V.

## Publikationen
- Quoten - (K)ein Garant für feministischen Wandel? - 25 Jahre Grüne Frauenquote, Bilanz und Perspektiven (Beitrag von Sina Doughan), im Rahmen des 36. Green Ladies Lunch, Gunda-Werner-Institut, 25. März 2011
- „Demo für Alle“ gegen alles „Andere“: Frauen in Führungsrollen, Netz-gegen-Nazis.de, 28. April 2015
- Mitwirkung: Frauen und Rechtsextremismus in Mecklenburg-Vorpommern, »LOLA für Demokratie in Mecklenburg-Vorpommern e. V.«, Mai 2015